# Роковой патруль (телесериал)
«Роково́й патру́ль» (англ. Doom Patrol) — американский сериал, основанный на комиксах об одноимённой команде супергероев издательства «DC Comics». Премьера шоу состоялась 15 февраля 2019 года на стриминговом сервисе «DC Universe». «Роковой патруль» — это спин-офф сериала «Титаны», в котором к своим ролям вернулись Эйприл Боулби, Брендан Фрэйзер и Мэтт Бомер, но при этом действия сериалов происходят в разных вселенных.
21 июля 2019 года DC продлил сериал на второй сезон, выход которого состоялся 25 июня 2020 года одновременно на сервисах «DC Universe» и «HBO Max». По планам второй сезон должен был включать в себя 10 эпизодов, но из-за пандемии коронавируса съёмки последнего эпизода не состоялись. Осенью 2020 года сериал был продлён на третий сезон, который транслируется только на HBO Max, как и третий сезон «Титанов». Недавно на мероприятии DC Fandome боссы канала HBO Max продлили сериал на четвёртый сезон. Вместе с «Роковым патрулём» на мероприятии были продлены «Титаны» также на четвёртый сезон, который станет финальным. Премьера нового сезона состоялась в декабре 2022 года.

## Сюжет
Разбившийся в аварии гонщик, получивший заряд радиации пилот, психопатка с 64 личностями внутри, изуродованная актриса, парень-киборг и во главе этого всего — сумасшедший учёный. Сериал на основе комиксов «DC» рассказывает о супергероях. Но и не совсем о них: как иронизирует голос за кадром — это неудачники, жалкие ничтожества. Они нашли своим сверхспособностям применение, а себе — новый смысл жизни. Теперь они — Роботмен, Негативный Человек, Безумная Джейн, Эласти-гёрл и Киборг.

## В ролях
— главная роль в сезоне
     — второстепенная роль в сезоне
     — гостевая роль в сезоне
     — не появляется

### Главные роли
| Актёр                           | Персонаж                           | Появление в сезонах | Появление в сезонах | Появление в сезонах | Появление в сезонах | Появление в сезонах | Появление в сезонах |
| Актёр                           | Персонаж                           | 1                   | 2                   | 3                   | 4                   | Эпизоды             |                     |
| ------------------------------- | ---------------------------------- | ------------------- | ------------------- | ------------------- | ------------------- | ------------------- | ------------------- |
| Дайан Герреро                   | Кей Чаллис / Сумасшедшая Джейн     | 15                  | 9                   | 10                  | 11                  | 45                  |                     |
| Эйприл Боулби                   | Рита Фарр / Эластичная девушка     | 15                  | 9                   | 10                  | 10                  | 44                  |                     |
| Джойван Уэйд                    | Виктор Стоун / Киборг              | 14                  | 9                   | 10                  | 11                  | 44                  |                     |
| Алан Тьюдик                     | Эрик Морден / Мистер Никто         | 9                   |                     |                     |                     | 9                   |                     |
| Мэтт Бомер и Мэтью Зук          | Ларри Трейнор / Негативный человек | 15                  | 9                   | 10                  | 11                  | 45                  |                     |
| Брендан Фрэйзер и Райли Шанахан | Клифф Стил / Роботмен              | 15                  | 9                   | 10                  | 11                  | 45                  |                     |
| Тимоти Далтон                   | доктор Найлс Колдер / Шеф          | 10                  | 9                   | 2                   | 1                   | 22                  |                     |
| Скай Робертс                    | Кей Чаллис                         | 4                   | 3                   | 9                   | 4                   | 20                  |                     |
| Мишель Гомес                    | Лаура Де Милле / Мадам Руж         |                     |                     | 9                   | 11                  | 20                  |                     |
| Всего эпизодов                  | Всего эпизодов                     | 15                  | 9                   | 10                  | 12                  | 46                  |                     |

- Дайан Герреро в роли Кей Чаллис / Сумасшедшая Джейн — член Рокового патруля с 64 личностями, у каждой из которых есть своя суперсила.[4]
- Эйприл Боулби в роли Риты Фарр / Эластичная девушка — член Рокового патруля и бывшая актриса, которая может растягиваться, сжиматься и увеличиваться в размерах после воздействия токсичной жидкости, но с трудом удерживает своё тело в «человеческой» форме.[5]
- Джойван Уэйд в роли Виктора Стоуна /Киборг — супергерой, который является получеловеком, полумашиной и борется со своей двойственностью. Именно он побуждает Роковой патруль к действиям.[6]
- Алан Тьюдик в роли Эрика Мордена / Мистера Никто — суперзлодей, живая тень, способная истощить здравомыслие других после экспериментов над ним бывшими нацистами в послевоенном Парагвае. Он также склонен ломать четвёртую стену и играть роль рассказчика в определённых местах.[7]
- Мэтт Бомер и Мэтью Зук в роли Ларри Трейнора / Негативный человек — член Рокового патруля и бывший пилот, который во время полёта столкнулся со сгустком разумной негативной энергии и теперь завёрнут с головы до ног в бинты, блокирующие постоянно исходящую от него радиацию. Бомер озвучивает персонажа и появляется как Трейнор в воспоминаниях и в его сожжённом теле в настоящем, в то время как Зук физически изображает Негативного человека.[8]
- Брендан Фрэйзер и Райли Шанахан в роли Клиффа Стила / Роботмен — член Рокового патруля и бывший гонщик NASCAR, чей мозг был пересажен в роботизированное тело после того, как несчастный случай уничтожил его собственное. Фрэйзер озвучивает персонажа и выглядит как Стил, в то время как Шанахан физически изображает Роботмена.[9]
- Тимоти Далтон в роли доктора Найлса Колдера / Шеф — лидер Рокового патруля и лидирующий доктор в области медицины, который специализируется на поиске нуждающихся, тех, кто «на грани смерти нуждается в чуде».[10]

### Второстепенные роли
- Джули Макнивен в роли Шерил Трейнор, жены Ларри и матери его детей.
- Кайл Клементс в роли Джона Бауэра, тайного любовника Ларри, который также служит в ВВС.
- Джулиан Ричингс в роли штурмбаннфюрера Генриха фон Фукса, нацистский учёный, чьи эксперименты превратили Мордена в Мистера Никто.
- Кэти Гандерсон в роли Кейт Стил, жены Клиффа.
- Сидней Ковальски в роли молодой Клары Стил, дочери Клиффа.
- Фил Моррис в роли Сайласа Стоуна: отец Виктора, учёный, который перестроил его как киборга.[11]
- Кёртис Армстронг в роли голоса таракана Иезекииля: говорящего таракана — пророка судного дня.[12]
- Шармин Ли в роли Элинор Стоун, матери Виктора и жены Сайласа.
- Алек Мапа в роли Стива Ларсона (Животно-Овощной-Минеральный Человек), турист, который проходит процедуру улучшения фон Фукса и превращается в сплав животного, овоща и минерала.
- Марк Шеппард в роли Уиллоуби Киплинга, оккультного детектива, мага хаоса и члена Ордена тамплиеров.[13]
- Чантел Барри озвучивает Бафомета, оракула в образе лошади женского пола.
- Тед Сазерленд в роли Элиота Паттерсона, восемнадцатилетнего парня, который является ключом к попытке Культа ненаписанной книги вызвать Рассоздателя, межпространственное существо, которое уничтожит мир.
- Лили Бердселл в роли матери Архонта, матери Эллиота и Верховной жрицы затерянного города Нурнхайма.
- Уилл Кемп в роли Стива Дейтона (Менто), члена первоначального Рокового патруля.
- Жасмин Каур в роли Арани Десай (Цельсий), члена первоначального Рокового патруля и жены Найлса.
- Леса Уилсон в роли Реи Джонс (Лоудстоун), члена первоначального Рокового патруля.
- Алими Баллард в роли Джошуа Клея, метачеловека, опекуна первоначального Рокового патруля.
- Адмирал Усатик, крыса, с которой мистер Никто связался после смерти его матери, вызванной Роковым патрулём. Настроил крысу на мысли о мщении, и Адмирал Усатик пробрался в Клиффа, чуть не доведя его до психоза.
- Денни, улица, живая гендерно-небинарная улица по имени Денни, любит общаться с помощью вывесок, граффити, рекламных баннеров и т. д. Подбирает бездомных, квир-персон, тех, которым некуда идти, и всех тех, кто не чувствует себя на своём месте. Телепортируется по миру, прячется от Бюро-нормальности.
- Дэвид А. Макдональд в роли отца Джейн.
- Пасэй Пау в роли Славы. Бессмертная первобытная женщина, в которую влюбляется Найлз.
- Томми Снайдер в роли Эрнеста Франклина / Охотника за Бородой.
- Деван Лонг в роли Флекса Менталло, супергероя-метачеловека с гибкими мышцами, способными изменить реальность.

## Эпизоды

### Сезон 1 (2019)
| № общий | № в сезоне | Название                                     | Режиссёр          | Автор сценария                                      | Дата премьеры   |
| --- | ---------- | -------------------------------------------- | ----------------- | --------------------------------------------------- | --------------- |
| 1 | 1          | «Пилот» «Pilot»                              | Глен Уинтер       | Джереми Карвер                                      | 15 февраля 2019 |
| В Парагвае в 1948 году третьесортный преступник мистер Морден принимает участие в эксперименте, проводимом бывшим нацистским учёным Генрихом фон Фуксом, который превращает его в метачеловека. Во Флориде 1988 года водитель NASCAR Клиффорд Стил попал в автокатастрофу, но его спас доктор Найлс Колдер, который семь лет спустя перенёс мозг Клиффа в тело робота. Также с Колдером живут Рита Фарр, актриса 1950-х годов, которая подверглась воздействию токсина во время съёмок, который придал ей пластичность, и Ларри Трейнор, бывший лётчик-испытатель ВВС США, который подвергся воздействию отрицательной энергии в начале 1960-х. В настоящее время группа уже много лет живёт вместе в «Роковом поместье» с Джейн, молодой женщиной с 64 личностями, каждая из которых обладает суперспособностями. Джейн убеждает остальных отправиться в соседний город Кловертон, штат Огайо, пока Колдер отсутствует. Рита расстраивается и теряет контроль над своими способностями и непреднамеренно сеет хаос, пока Клифф не останавливает её. Колдер призывает их бежать с ним, так как их действия привлекут врагов, от которых он скрывался. Он, Джейн, Рита и Ларри уходят, но возвращаются, чтобы помочь Клиффу защитить Кловертон. Колдер сталкивается с Морденом, который раскрывает огромную воронку на глазах всей команды. |            |                                              |                   |                                                     |                 |
| 2 | 2          | «Ослиный патруль» «Donkey Patrol»            | Дермотт Доунс     | Нил Рейнольдс и Шошана Сати                         | 22 февраля 2019 |
| Морден засасывает Колдера внутрь воронки, Джейн следует за ним, после чего та схлопывается и пожирает весь Кловертон. Понимая бессмысленность попыток жить в обычном мире, Рита уходит в поместье, чтобы дождаться возвращения Колдера, а Ларри пытается покинуть город, но негативная энергия, находящаяся внутри него, не позволяет ему сделать это. Виктор «Вик» Стоун, наполовину человек, наполовину машина — друг Колдера, который является известным супергероем Детройта, видит новостные кадры об уничтожении Кловертона и отправляется туда для расследования случившегося. Осёл Мордена выплёвывает Джейн. Вернувшись в Роковое поместье, Клифф не может допросить Джейн о её опыте, потому что она использует свои личности. Когда Клифф узнаёт о состоянии Джейн, Вик запускает одну из её жестоких личностей, и она атакует Клиффа и Вика. Рита неохотно соглашается войти в ворота через пасть осла, и Ларри с Виком тоже втягиваются вместе с ней. Когда они оказываются внутри осла, Морден мучает их фантазиями, чтобы помешать их поискам Колдера, но вмешивается энергия Ларри, и команда, а также весь город Кловертон выплёвываются обратно. Отец Вика, Сайлас, просит его вернуться домой, но Вик отказывается и решает присоединиться к команде. |            |                                              |                   |                                                     |                 |
| 3 | 3          | «Марионеточный патруль» «Puppet Patrol»      | Рэйчел Талалэй    | Тамара Бехер-Уилкинсон и Том Фаррелл                | 1 марта 2019    |
| Вик побуждает остальных к поездке в Парагвай, надеясь, что, узнав, что там произошло в 1948 году, они смогут найти Колдера. Пытаясь обрести контроль над негативной энергией, Ларри вспоминает, как после несчастного случая отдалился от своей жены Шерил и возлюбленного Джона Бауэрса. Команда обнаруживает, что Колдер присутствовал при эксперименте, во время которого Фон Фукс превратил Мордена в Мистера Никто, и что Фон Фукс всё ещё жив, но позже он убит одной из личностей Джейн. Они возвращаются в Роковое поместье на самолёте, предоставленном Сайласом. В Фуктопии человек по имени Стив проходит процедуру улучшения имени Фон Фукса и превращается в метачеловека. |            |                                              |                   |                                                     |                 |
| 4 | 4          | «Культовый патруль» «Cult Patrol»            | Стефан Плесзински | Маркус Далзин и Крис Динджесс                       | 8 марта 2019    |
| Оккультный детектив Уиллоуби Киплинг приезжает в Роковое поместье, чтобы попросить помощи у Колдера и предотвратить конец света. Обнаружив отсутствие Найлса, он убеждает команду помочь ему. Под руководством Киплинга они похищают татуированного восемнадцатилетнего парня, Эллиота, который является ключом к попытке Культа ненаписанной книги вызвать Рассоздателя, межпространственное существо, которое уничтожит мир. Киплинг посылает Клиффа и Джейн к священнику, чьи стигматы являются воротами в затерянный город Нурнхайм, но прежде чем Джейн успевает зашить раны, они с Клиффом проходят через ворота и попадают в плен. Верховная жрица Нурнхайма посылает потусторонних убийц за Эллиотом, а Вик, Ларри, Киплинг и Рита не могут остановить их. Культ начинает ритуал, и в небе появляется гигантский светящийся глаз. |            |                                              |                   |                                                     |                 |
| 5 | 5          | «Собачий патруль» «Paw Patrol»               | Ларри Тенг        | Шошана Сати                                         | 15 марта 2019   |
| Мистер Никто выпускает Колдера из плена, чтобы они смогли объединить усилия и остановить Рассоздателя. Мистер Никто путешествует в 1977 год и использует одну из личностей Джейн — доктора Харрисон, чья сила — убеждение, чтобы создать Культ переписанной книги, который создаст двойника Эллиота, чтобы противостоять Рассоздателю. Вернувшись в настоящее, Клифф и современная Джейн покидают Нурнхайм с инструкциями, оставленными доктором Харрисон. Тем временем Колдер, Киплинг, Вик и Ларри находят двойника Эллиота, собаку, которую Киплинг использует, чтобы вызвать Воссоздателя, возвращающего всё, ранее разрушенное Рассоздателем. Перед самым уходом Колдера мистер Никто замораживает время и уничтожает пушку Вика. В прошлом Колдер спас Джейн из психиатрической лечебницы, где её пытали, и обещал обеспечить её безопасность. Без ведома Колдера мистер Никто велел Джейн найти Роковой патруль. |            |                                              |                   |                                                     |                 |
| 6 | 6          | «Патрульный патруль» «Doom Patrol Patrol»    | Кристофер Мэнли   | Тамара Бехер-Уилкинсон                              | 22 марта 2019   |
| Сайлас, отец Виктора, приезжает, чтобы его починить. Расследование Джейн приводит её, Ларри и Риту к старой команде супергероев под названием Роковой патруль, одним из которых является Стив Дейтон (Менто), миллионер с психическими способностями, с которым Рита встречалась в 1955 году. Ларри встречает Арани, женщину, контролирующую огонь и лёд, которая утверждает, что она жена Колдера. Команда узнаёт, что Колдер собрал и возглавил первоначальный Роковой патруль, но они распались после поражения от Мистера Никто. Стив, Арани и Рея оказались старыми и психически больными, с Джошуа Клеем в качестве опекуна. Стив под воздействием лекарств проецировал иллюзию, что они молоды и управляют школой для детей с суперспособностями. Он подвергает Джейн, Ларри и Риту воздействию болезненных событий из их прошлого, прежде чем Рита успокаивает его. Тем временем, вернувшись в Роковое поместье, Вик взломал аккаунт дочери Клиффа в социальных сетях по просьбе Клиффа, когда тот обнаружил, что она выжила в автокатастрофе. |            |                                              |                   |                                                     |                 |
| 7 | 7          | «Терапевтический патруль» «Therapy Patrol»   | Роб Харди         | Нил Рейнольдс                                       | 29 марта 2019   |
| Члены команды борются со своими демонами. Рита пытается понять, кто она на самом деле. Ларри возвращается к своему роману с Джоном, который, как показывает дух внутри него, является пыткой. Вик обнаруживает, что у него есть профиль в приложении онлайн-знакомств, который ранее был изъят из его системы Сайласом. Джейн изо всех сил пытается найти связь со своими личностями. Клифф вступает в конфликт с отчимом своей дочери, только потом поняв, что это была галлюцинация. Клифф решает, что команда нуждается в групповой терапии, и все неохотно делятся своими проблемами. Джейн и Клифф ссорятся друг с другом, у него случается срыв, который был вызван забравшимся внутрь его тела Адмиралом Уискерсом, крысой, с помощью которой Мистер Никто хотел отомстить команде. |            |                                              |                   |                                                     |                 |
| 8 | 8          | «Уличный патруль» «Danny Patrol»             | Дермотт Даунс     | Том Фаррелл                                         | 5 апреля 2019   |
| Клифф и Рита разыскивают Джейн, которая находится под контролем Карен, весёлой, но нестабильной личности, способной заставить людей любить её. В поисках Колдера Ларри и Вик сталкиваются с разумной телепортирующейся улицей гендерквиром Дэнни, на которую охотится Бюро Нормальности. Ларри вспоминает собственный опыт работы с Бюро, которое экспериментировало с ним в 1960-х годах после аварии и впервые дало ему представление о его негативном энергетическом духе. Бывший агент Бюро Моррис Уилсон стал трансвеститом по имени Маура Ли Карупт, который помогает Дэнни поддерживать атмосферу вечеринки. Он сталкивается лицом к лицу со своим бывшим партнёром, агентом Дарреном Джонсоном, чтобы остановить преследование Бюро против Дэнни. Джейн оказывается в кататоническом состоянии, в то время как её сознание уходит в Подземку. |            |                                              |                   |                                                     |                 |
| 9 | 9          | «Патруль Джейн» «Jane Patrol»                | Гарри Жиержиан    | Маркус Далзин                                       | 12 апреля 2019  |
| Хаммерхэд, сильная и одна из доминирующих личностей Джейн, тащит Карен за волосы в Подземку сажает её за решётку. Пока Джейн смотрит издали, за ней следят и другие её личности. С помощью отрицательного духа Ларри Клифф входит в Подземку разума Джейн, чтобы спасти её и вернуть, но также оказывается в тюрьме. Карен освобождают после того, как она успокаивается. Клифф сбегает из тюрьмы, и когда он находит Джейн, они вместе сталкиваются с её отцом, который выглядит как гигантский монстр из кусочков пазла. После победы над ним они покидают Подземку и возвращаются в Роковое поместье. |            |                                              |                   |                                                     |                 |
| 10 | 10         | «Бородатый патруль» «Hair Patrol»            | Салли Ричардсон   | Эрик Дитэль                                         | 19 апреля 2019  |
| Бюро Нормальностей активирует Эрнеста Франклина, злодея по имени Охотник за бородами, и поручает ему найти Колдера. В 1913 году Колдер и его коллега, работающие в Бюро Диковин, исследуют странное существо. На них нападают волки, Сайлс ломает ногу, пытаясь сбежать, а его коллега, возможно, был растерзан хищниками. Колдера спасает примитивная женщина по имени Слава, в которую он позже влюбляется. Когда он выздоравливает, он обнаруживает, что Слава бессмертна и контролирует существо, которое Найлс исследовал. Он проводит с ней годы, чтобы понять её и выжить, однажды его спасшийся напарник возвращается и сообщает, что Бюро Диковин превратилось в Бюро Нормальностей и теперь их цель — истреблять любые странности. Колдер убивает своего бывшего коллегу, чтобы спасти Славу, и возвращается на работу в Бюро Нормальностей другим человеком. Вернувшись в настоящее, Мистер Никто предлагает сделку: никто из Команды не пострадает, если Колдер сообщит местонахождение Славы, но тот категорически отказывается. В 2019 году Охотник за бородами проникает в Роковое поместье и поглощает остатки бороды Колдера прежде, чем потерять сознание. Рита и Вик находят его, привязывают к стулу и допрашивают, но ему удаётся высвободиться, победить Вика при помощи своих способностей и сбежать. После этого Эрнест спускается в подвал Поместья, где находит тряпичную куклу Найсла Колдера. Позади неё появляется существо Славы и нападает. |            |                                              |                   |                                                     |                 |
| 11 | 11         | «Крокодилий патруль» «Frances Patrol»        | Уэйн Йип          | Април Фицсиммонс                                    | 26 апреля 2019  |
| Члены команды пытаются бороться со своими несовершенствами. Джейн жалуется, что они не могут спасти Колдера. Клифф в сопровождении Риты отправляется на траурное мероприятие, посвящённое его погибшему другу Бампу. Там он пытается воссоединиться со своей дочерью Кларой, но понимает, что Бамп, ставший приёмным отцом Клары, был для неё очень важен. Тогда он решает доказать свою любовь и отправляется на болото, чтобы расправиться с гигантским аллигатором Фрэнсис, убившим Бампа, и вернуть его часы, которые подарила Клара. Ларри и его возлюбленный Джон воссоединяются в общих сновидениях, тем самым негативный дух подталкивает Ларри к примирению с постаревшим Джоном в реальном мире. Вика беспокоит его встроенная операционная система, над которой он, похоже, теряет контроль, поскольку его тело становится всё более кибернетическим. Следуя подсказке, которую дал Дэнни-улица, Вик и Джейн разыскивают исчезнувшего «Пляжного Героя» Флекса Менталло. В результате этого они попадают в засаду Бюро Нормальностей, которое захватывает Вика. |            |                                              |                   |                                                     |                 |
| 12 | 12         | «Кибернетический патруль» «Cyborg Patrol»    | Кэрол Бенкер      | Роберт Беренс и Шошана Сати                         | 3 мая 2019      |
| Сайлас прибывает в Поместье в поисках пропавшего Вика, которого, как позже понимает команда, захватило Бюро. Определив, что Вика держат на Муравьиной ферме, Сайлас разрабатывает план и просит остальных помочь ему. Вик подвергается пыткам, и его система дважды перезагружается, что ещё больше дезориентирует его. Сайлас и члены команды приезжают на Муравьиную ферму, Джейн и Ларри изображают агентов Бюро, которые захватили Клиффа в плен. Но их раскрывают и Даррен с сотрудниками Фермы окружают их и подчиняют с помощью специального оружия. Сайлас сдаётся добровольно в обмен на доступ к сыну. Вик в ярости от его поступка, но «предательство» Сайласа оказывается частью плана. Рита, которая скрывалась внутри Клиффа, благодаря своим способностям, выходит наружу и освобождает Клиффа, а затем Ларри. Одна из личностей Джейн, Клара, выходит наружу, используя свою силу для побега. Все вместе они освобождают всех заключённых Бюро, создавая хаос, необходимый для бегства. Сайлас и растерянный Вик спорят, после чего он бессмысленно избивает отца. Тут появляется мистер Никто, который и организовал перезагрузки системы, и издевается над Виком, говоря ему, что тот убил собственного отца. |            |                                              |                   |                                                     |                 |
| 13 | 13         | «Мускулистый патруль» «Flex Patrol»          | Т. Дж. Скотт      | Том Фаррелл и Тамара Бечер-Уилкинсон                | 10 мая 2019     |
| Команда возвращается в Поместье вместе с Флексом Менталло, который страдает от потери памяти. Сайлас жив, но находится в критическом состоянии. Во флэшбеке демонстрируется, как Бюро Нормальностей захватывает Флекса в 1964 году. У Ларри, который тоже находится в Бюро, есть возможность помочь ему сбежать, но он слишком боится последствий. Флекса постоянно подвергают пыткам, но он отказывается от сотрудничества, пока они не угрожают причинить вред его жене. В настоящем Клифф, Джейн и Ларри стараются вернуть память Флекса, в итоге решая воссоединить его с женой Долорес. Когда она распадается на мелкие частицы после их воссоединения, Флекс в ярости высвобождает свои силы, вызывая массовое отключение электричества. Рита признаёт свою вину в самоубийстве молодой актрисы, которую она познакомила с кинопродюсером. Киборг, при поддержке Риты, решает переустановить свою систему, покинуть команду и остаться рядом со своим отцом. Ларри решает дать новый шанс негативному духу и выпускает его, но начинает медленно умирать без него, и дух в итоге возвращается к нему. Мистер Никто признаёт, что команда готова противостоять ему. |            |                                              |                   |                                                     |                 |
| 14 | 14         | «Предпоследний патруль» «Penultimate Patrol» | Ребекка Родригез  | Крис Динджесс                                       | 17 мая 2019     |
| В 1946 году Милли, девушка Мордена, бросает его после того, как его исключают из Братства Зла, говоря, что он — никто. В настоящем времени команда ищет Охотника за бородами, что приводит их к Дэнни-улице. Дэнни, несмотря на боязнь мистера Никто, говорит, что знает, где находится Найлс — в измерении, называемом «Белое пространство». Вик извиняется перед выздоравливающим отцом за своё нападение, но Сайлас признаётся, что изменил воспоминания Вика. Мать Вика тоже пережила взрыв, но Сайлас мог спасти только одного из них и выбрал сына. Флекс переносит команду в «Белое пространство», где каждый из них вновь переживает день, который изменил их жизнь. Мистер Никто предлагает им прожить её по-другому, если они прекратят поиски Шефа, но все отказываются. Затем появляется Вик и с помощью своей пушки распыляет злодея. Год спустя команда действует как новый Роковой патруль, но попадает во временную петлю, где постоянно погибает на глазах Колдера. Затем мистер Никто раскрывает, что это всё иллюзия и они до сих пор находятся в «Белом пространстве». Потом он заставляет Найлса раскрыть секрет и признаться в том, что он имеет отношение ко всем инцидентам, произошедшим с членами команды. |            |                                              |                   |                                                     |                 |
| 15 | 15         | «Тараканий патруль» «Ezekiel Patrol»         | Дермотт Даунс     | Тамара Бечер-Уилкинсон, Джереми Карвер, Шошана Сати | 24 мая 2019     |
| Джейн пытается напасть на Колдера после его признания, но мистер Никто останавливает её и отправляет всю команду прочь. Колдер вспоминает все события, которые привели к появлению членов Рокового Патруля. Команда разделяется, но затем они все собираются в Поместье, ответив на призыв Дэнни, которого похитил мистер Никто. Шеф рассказывает, почему он сделал то, что сделал: он отчаянно искал способы продлить свою жизнь, чтобы защитить свою дочь, обладающую сверхсилой, так долго, как это возможно. Команда неохотно соглашается пройти через картину, чтобы спасти Дэнни и дочь Колдера, которая увеличила таракана Иезекииля и крысу Уискерса. Два этих существа в ярости, и мистер Никто им уже не указ. Команда выполняет план Вика: Рита убеждает мистера Никто продолжить повествование, которое приведёт Уискерса и Иезекииля к разрушению мира, и команда позволяет огромному таракану сожрать себя. Ларри провоцирует ядерный взрыв, но все остальные защищены, т. к. находятся внутри таракана. Вернувшись в Поместье, Вик вспарывает таракана изнутри, и все выходят наружу, включая дочь Найлса, Дороти Спиннер. Но у команды появляется новая проблема — все, кроме Ларри, уменьшились в размерах. |            |                                              |                   |                                                     |                 |

### Сезон 2 (2020)
| № общий | № в сезоне | Название                                  | Режиссёр        | Автор сценария                       | Дата премьеры  |
| --- | ---------- | ----------------------------------------- | --------------- | ------------------------------------ | -------------- |
| 16 | 1          | «Миниатюрный патруль» «Fun Size Patrol»   | Кристофер Мэнли | Джереми Карвер и Шошана Сати         | 25 июня 2020   |
| В 1927 году Дороти, запертую в клетке, демонстрируют в цирке как «девочку с обезьяним лицом», которая должна развлекать толпу своим призываемым существом. Когда дрессировщик пытается наказать существо, голос Свечника говорит девочке загадать желание. После того, как она задувает свечу, все в цирке оказываются мертвы, кроме Найлза Колдера. В настоящем, Ларри тщетно пытается вернуть Дороти, Найлза, Риту, Клиффа, Джейн, Вика и Дэнни к их нормальному размеру. Пока члены команды заняты личными проблемами, Рита учится использовать свои силы. Рита предлагает Шефу обратиться за помощью к Уиллоби Киплингу, и хотя сначала он против этой идеи, в итоге он уступает и соглашается. Киплинг готов помочь, но просит взамен самое ценное, что есть у Колдера — амулет, дарующий бессмертие. Вся команда возвращается к нормальным размерам, за исключением Дэнни, который остаётся в форме кирпича. Вик покидает Роковое поместье. Дороти подслушивает разговор Киплинга и Колдера, Свечник снова обращается к ней и предлагает загадать желание, чтобы спасти отца, но она отказывается подчиниться. |            |                                           |                 |                                      |                |
| 17 | 2          | «Патруль фремени» «Tyme Patrol»           | Гарри Жиержиан  | Април Фицсиммонс и Нил Рейнольдс     | 25 июня 2020   |
| Колдер рассказывает членам Патруля о своей сделке с Киплингом, и работает над поиском новых способов продления своей жизни, чтобы защищать Дороти. Рита узнаёт, что Найлз хочет использовать континуиниум, инопланетный элемент, контролирующий время, которым владеет доктор Джонатан Тайм, наделённый способностью управлять временем. Рита, Клифф и Джейн при помощи Шефа отправляются в измерение Тайма, но у них не получается завладеть элементом. В Детройте Вик посещает собрание группы по лечению ПТСР, где знакомится с Рони Эверс, ветераном войны, которая, как и он, переживает из-за потери матери. Ларри приходит на похороны своего сына Гэри и раскрывает себя другому своему сыну, Полу. Позже он посещает дом Гэри, где находит несколько своих вещей, которые сын хранил в сарае. Когда он возвращается домой, он оказывается пойман стаей бабочек. |            |                                           |                 |                                      |                |
| 18 | 3          | «Болевой патруль» «Pain Patrol»           | Самира Радси    | Том Фаррелл и Тамара Бечер-Уилкинсон | 25 июня 2020   |
| В 1888 году молодой Найлз Колдер встречается с Красным Джеком, межпространственным существом, которое под личиной Джека Потрошителя подпитывается чужой болью. В настоящем времени Красный Джек отправляет Колдеру письмо с куском повязки Ларри, требуя его появления. Красный Джек пытается убедить Найлза стать его учеником в обмен на бессмертие, но после отказа заставляет его, Ларри и Риту испытывать страшную боль. Шефу удаётся убить Красного Джека и сбежать с остальными. Оставшись дома одна, Дороти случайно ломает Дэнни пополам, играя со своими воображаемыми друзьями. В процессе починки Дэнни, Найлз начинает составлять проект Роботмэн 2.0. Клифф вместе с Джейн отправляется к дому своей дочери Клары, где пытается рассказать ей правду о себе, но она вызывает полицию. Пока Джейн спит в автобусе, её остальные личности конфликтуют с ней и требуют, чтобы она покинула Роковое поместье, либо она потеряет статус основной личности, позже, её запирают в Подземке, а другие личности собираются занять её место. Вик и Рони занимаются сексом, и Вик приглашает её на свидание, но она не приходит, вместо этого отправив ему электронное письмо с описанием своего криминального прошлого.                               |            |                                           |                 |                                      |                |
| 19 | 4          | «Секс-патруль» «Sex Patrol»               | Омар Мадха      | Эрик Дитэль и Таня Стил              | 2 июля 2020    |
| Друзья Дэнни собираются в Роковом поместье, чтобы устроить вечеринку для возрождения Дэнни. Дэнни оживает во время вечеринки после того, как Дороти поёт песню. Рита советуется с Флексом насчёт того, как контролировать свою силу, она просит Флекса помочь ей достичь оргазма. Это замечает секс-демон, призрачный мистер Эванс. На вечеринке появляются Сексмены, бойцы тайного подразделения Пентагона, так как замечают всплеск сексуальной энергии. Хаммерхэд становится основной личностью и узнаёт от одного из Сексменов, что мистер Эванс собирается родить ребёнка, крик которого убьёт всех детей. Чтобы спасти Кей Чаллис, Хаммерхэд предотвращает рождение ребёнка и отправляет мистера Эванса обратно в его измерение. Свечник убеждает Дороти не ложится спать и вернуться на вечеринку после отбоя. Узнав, что Дэнни был «тюрьмой» для неё по просьбе Найлза, Дороти хочет снова разрушить Дэнни, но потом понимает, что он был в первую очередь другом. Разные личности Джейн борются за место основной, но в итоге Хаммерхэд уступает место самой Джейн, позволяя ей взять всё под контроль. Дэнни обретает новую форму — покрышку и вместе со своими друзьями телепортируется прочь из поместья.                                     |            |                                           |                 |                                      |                |
| 20 | 5          | «Распальцованный патруль» «Finger Patrol» | Глен Уинтер     | Крис Динджесс и Шошана Сати          | 9 июля 2020    |
| Дороти и Куколка, одна из личностей Джейн, становятся друзьями, пока Куколка не призывает Пылающую Кэти, которая убивает Мэнни, одного из воображаемых друзей Дороти. Ларри и Рита отправляются к Полу и знакомятся с остальными членами семьи. Клифф обнаруживает чертежи улучшений, которые Шеф планирует для него. Вик и Клифф отправляются в Детройт, где просят Сайласа Стоуна улучшить Клиффа, но тот отказывается. Получив жизненный совет от Клиффа, Вик отправляется к Рони, извиняется и мирится с ней. Он узнаёт, что раньше она была усовершенствована с помощью кибернетики. Пол предаёт Ларри и появляются бойцы Бюро Нормальностей, чтобы арестовать его. Ларри выпускает негативный дух, который побеждает их, но внук Ларри Декс оказывается серьёзно ранен. Дороти позволяет Свечнику отправиться в Подземку и убить Куколку и Кэти. |            |                                           |                 |                                      |                |
| 21 | 6          | «Космический патруль» «Space Patrol»      | Кристин Уинделл | Нил Рейнольдс                        | 16 июля 2020   |
| В Роковое поместье прибывает группа нестареющих астронавтов «Пионеры Неизведанного», созданная Колдером. Чувствуя себя виноватой в смерти Куколки, Дороти садится на корабль Пионеров и отправляется в Космос. Клифф находит Джейн без сознания и залитую воском, Шеф понимает, что в этом виновата Дороти. Найлз и Клифф отправляются за Дороти на втором космическом корабле, на Луне Клифф находит её и убеждает вернуться. Рита получает роль в местной театральной постановке, но потом узнаёт, что она основана на случае, когда она сама чуть не разрушила весь город. Ларри узнаёт, что одна из Пионеров, Валентина «Москва» Восток, тоже обладает негативным духом, а её товарищи давно скончались. После того, как он помогает Валентине похоронить её друзей, он решает исправить отношения с семьёй. Просканировав Рони, Вик узнаёт, что последствия старых улучшений медленно отравляют её. Пытаясь найти лекарство, он узнаёт, что поставщиком деталей была компания S.T.A.R. Labs and Caulder Robotics. В Подземке Джейн присутствует на похоронах Кэти и Куколки, после чего Миранда возрождается и занимает место основной личности. Возвращаясь на Землю, Колдер внезапно открывает дверь шлюза и выбрасывает Клиффа в открытый космос. |            |                                           |                 |                                      |                |
| 22 | 7          | «Тупой патруль» «Dumb Patrol»             | Джессика Лори   | Тамара Бечер-Уилкинсон и Эрик Дитэль | 23 июля 2020   |
| Клифф падает на Землю у обочины дороги и начинает путь домой. Колдер приземляет корабль в Северном Юконе, чтобы найти мать Дороти, Славу. Там он встречается со Свечником, который угрожающе заявляет, что Дороти теперь принадлежит ему. Вик берёт Рони с собой в Поместье, где она знакомится с Ларри, Ритой и Мирандой. Готовясь к роли в театральной постановке местного театра, Рита посещает местного пчеловода, которая даёт ей совет, как справиться с её детской травмой. В Поместье доставлен таинственный пакет, в котором оказывается картина Белое пространство. Картина заражает Рони, Вика и Ларри скантами, маленькими существами, которые провоцируют их на плохие идеи. После того, как появляется Киплинг, чтобы объяснить ситуацию, всех пятерых затягивает в Белое пространство, где сканты отводят их к своей Королеве. Миранда, на которую не действуют чары Скантов, побеждает королеву и освобождает остальных. Рони крадёт образец ум-желе, которым питалась королева скантов. Клифф возвращается в Поместье и встречает там беременную Клару, которая ждёт его. В подземке Джейн обнаруживает, что станция Скарлет закрыта. Киплинг встречается с Колдером в Юконе, чтобы поговорить о Дороти.                                 |            |                                           |                 |                                      |                |
| 23 | 8          | «Отцовский патруль» «Dad Patrol»          | Аманда Роу      | Том Фаррелл и Април Фицсиммонс       | 30 июля 2020   |
| Найлз Колдер вместе с Дороти отправляется на ярмарку. Киплинг получает предупреждение о грядущей катастрофе и связывается с Найлзом. Колдер плохо себя чувствует и Дороти развлекается без него, пока ей не приходит видение, в котором она убегает от Свечника в Юконе. Клифф проводит утро со своей дочерью и готовит завтрак. Джейн и Ларри отправляются в Арканзас, чтобы забрать мягкую игрушку, которая принадлежала Кей, так Джейн хочет доказать свою важность для Кей. Джейн узнаёт, что Миранда сохранила игрушку в безопасном месте, и извиняется перед ней в Подземке. Но Миранда в ответ толкает Джейн в колодец, где та видит тела исчезнувших личностей. Вик узнаёт из новостей и от агентов ФБР, что Рони совершила убийство, отомстив за эксперименты над собой. Позже он узнаёт, что она использовала ум-желе, чтобы улучшить себя, между ними завязывается драка, но Вик не решается причинить вред Рони. Киплинг прибывает на ярмарку и сообщает Колдеру, что Дороти нужно срочно увести, но силы Свечника начинают проявляться в реальном мире. |            |                                           |                 |                                      |                |
| 24 | 9          | «Восковой патруль» «Wax Patrol»           | Кристофер Мэнли | Крис Динджесс и Таня Стил            | 6 августа 2020 |
| В 1969 году Миранда, будучи основной личностью, встречает молодого парня по имени Джон и влюбляется в него. Они съезжаются и во время празднования новоселья оказывается, что он решил устроить оргию со своими друзьями. Это ранит Миранду, и она теряет статус основной личности, из-за чего бросается в колодец. Джейн становится основной личностью и уходит от Джона. В настоящем времени, Гершель, гигантский паук и воображаемый друг Дороти, появляется в Роковом поместье и просит Патруль отправиться на ярмарку, чтобы помочь победить Свечника. Рита, Вик и Клифф встречают своих воображаемых друзей, воссозданных Свечником, они побеждают всех членов команды, и те оказываются покрыты воском. Миранду вызывают в Подземку, так как остальные личности обеспокоены пропажей Джейн. В то время, как Джейн обнаруживает труп Миранды в колодце, Кей понимает, что новая Миранда — это личность её жестокого отца. Слава появляется и убеждает Дороти противостоять Свечнику в одиночку, несмотря на возражения Найлза. |            |                                           |                 |                                      |                |

### Сезон 3 (2021)
| № общий | № в сезоне | Название                                      | Режиссёр         | Автор сценария                                   | Дата премьеры    |
| ------- | ---------- | --------------------------------------------- | ---------------- | ------------------------------------------------ | ---------------- |
| 25      | 1          | «Патруль возможностей» «Possibilities Patrol» | Дермотт Даунс    | Тамара Бехер-Уилкинсон,Эрик Дитэль и Шошана Сати | 23 сентября 2021 |
| 26      | 2          | «Патруль в отпуске» «Vacay Patrol»            | Кристофер Мэнли  | Том Фаррелл                                      | 23 сентября 2021 |
| 27      | 3          | «Мертвый патруль» «Dead Patrol»               | Кристофер Мэнли  | Джереми Карвер и Стив Йокей                      | 23 сентября 2021 |
| 28      | 4          | «Патруль нежити» «Undead Patrol»              | Кристин Уинделл  | Тамара Бечер-Уилкинсон                           | 30 сентября 2021 |
| 29      | 5          | «Дада-патруль» «Dada Patrol»                  | Кристин Уинделл  | Шошана Сати                                      | 7 октября 2021   |
| 30      | 6          | «Патруль 1917 года» «1917 Patrol»             | Омар Мадха       | Эйприл Фицсиммонс                                | 14 октября 2021  |
| 31      | 7          | «Птичий патруль» «Bird Patrol»                | Омар Мадха       | Эзра Клейтон Дэниелс                             | 21 октября 2021  |
| 32      | 8          | «Патруль подсознания» «Subconscious Patrol»   | Ребекка Родригез | Таня Стил                                        | 28 октября 2021  |
| 33      | 9          | «Злой патруль» «Evil Patrol»                  | Ребекка Родригез | Эрик Дитель                                      | 4 ноября 2021    |
| 34      | 10         | «Поправки патруля» «Amends Patrol»            | Гарри Жиержиан   | Крис Динджесс                                    | 11 ноября 2021   |

### Сезон 4 (2022—2023)
| № общий | № в сезоне | Название                                     | Режиссёр        | Автор сценария                     | Дата премьеры   |
| ------- | ---------- | -------------------------------------------- | --------------- | ---------------------------------- | --------------- |
| 35      | 1          | «Роковой патруль» «Doom Patrol»              | Кристофер Мэнли | Тамара Бехер-Уилкинсон             | 8 декабря 2022  |
| 36      | 2          | «Задний патруль» «Butt Patrol»               | Кристофер Мэнли | Эрик Дитель                        | 8 декабря 2022  |
| 37      | 3          | «Ностальгический патруль» «Nostalgia Patrol» | Кристин Уинделл | Таня Стил                          | 15 декабря 2022 |
| 38      | 4          | «Патруль Кейси» «Casey Patrol»               | Кристин Уинделл | Том Фаррелл                        | 22 декабря 2022 |
| 39      | 5          | «Молодежный патруль» «Youth Patrol»          | Кристофер Мэнли | Шошана Сати                        | 29 декабря 2022 |
| 40      | 6          | «Патруль надежды» «Hope Patrol»              | Кристофер Мэнли | Эзра Клейтон Дэниелс               | 5 января 2023   |
| 41      | 7          | «Патруль Орквита» «Orqwith Patrol»           | Боседе Уильямс  | Тамара Бехер-Уилкинсон и Боб Барт  | 12 октября 2023 |
| 42      | 8          | «Патруль славы» «Fame Patrol»                | Боседе Уильямс  | Эрик Дитель                        | 12 октября 2023 |
| 43      | 9          | «Патруль Иморждества» «Immortimas Patrol»    | Омар Мадха      | Ализа Бергер и Таня Бергер         | 19 октября 2023 |
| 44      | 10         | «Патруль гробниц» «Tomb Patrol»              | Омар Мадха      | Акайла Эллисон и Том Фарелл        | 26 октября 2023 |
| 45      | 11         | «Портальный патруль» «Portal Patrol»         | Неизвестно      | Крис Динджесс                      | 2 ноября 2023   |
| 46      | 12         | «Выполненное патрулирование» «Done Patrol»   | Неизвестно      | Шошана Сати и Эзра Клейтон Дэниелс | 9 ноября 2023   |

## Производство

### Разработка
10 февраля 2018 года соавтор и исполнительный продюсер телесериала «Титаны» Джефф Джонс сообщил о том, что в четвёртой серии, озаглавленной «Роковой патруль» и снятой по его сценарию, появится команда Рокового патруля. 14 мая 2018 года был анонсирован спин-офф «Титанов» с участием персонажей «Рокового патруля»; был заказан первый сезон, состоящий из тринадцати эпизодов, премьера которого на сервисе DC Universe была запланирована на 2019 год. Сценарий пилотной серии был написан Джереми Карвером, который выступил в качестве исполнительного продюсера вместе с Джонсом, Грегом Берланти и Сарой Шехтер. Производством телесериала занялись компании Berlanti Productions и Warner Bros. Television.

### Подбор актёров
В феврале 2018 года, было объявлено, что были выбраны актёры на роли членов команды «Рокового патруля» для появления в качестве гостей в «Титанах», в том числе Бруно Бичир в ролиНайлса Колдера (Шеф), Эйприл Боулби в ролиРиты Фарр (Эластичная девушка), Брендан Фрейзер и Джейк Майклс в ролиКлиффа Стила (Роботмен), кроме того, Мэтт Бомер иДуэйн Мёрфи в ролиЛарри Трейнора (Негативный человек).
В июле 2018 года было объявлено, что Боулби, Фрейзер и Бомер будут сниматься в «Роковом патруле», повторяя свои роли из «Титанов», а Дайана Герреро сыграет рольСумасшедшей Джейн. В августе 2018 года Джойван Уэйд был выбран для роли Виктора Стоуна (Киборг), Алан Тьюдик был выбран для роли Эрика Мордена (Мистера Никто), а Райли Шанахан был выбран, чтобы заменить Майклза в качестве Клиффа Стила (Роботмен), с Фрейзером, озвучивающим персонажа и появляющимся как Стил в воспоминаниях, в то время как Шанахан физически изображает Роботмена. В следующем месяце Тимоти Далтон был выбран для роли Найлса Колдера (Шеф), заменив Бичира, а в октябре 2018 года Мэтью Зук заменил Мерфи в роли Ларри Трейнора (Негативный человек). Подобно Роботмену, Трейнор озвучивается и изображается Бомером в воспоминаниях, а Зук физически изображает Негативного человека. В марте 2019 года Марк Шеппард был выбран для роли Уиллоуби Киплинга.

### Съёмки
Основные съёмки серии начались 30 августа 2018 года в старом центре Коньерса, штат Джорджия. Съёмки продолжались в Джорджии в течение сентября 2018 года, в Лоренсвилле и в особняке Бриарклифф.

## Трансляция
Премьера «Рокового патруля» состоялась на «DC Universe» 15 февраля 2019 года, с выходом эпизодов до 24 мая 2019 года. 1 сезон состоит из 15 эпизодов.

## Реакция
На агрегаторе рецензий «Rotten Tomatoes» серия имеет рейтинг одобрения 94 % на основе 32 отзывов со средним рейтингом 7,84/10. «Metacritic», которая используя средневзвешенное значение, присвоила серии оценку 69 из 100 на основе отзывов 11 критиков, что указывает на «в целом благоприятные отзывы». «IGN» оценил серию на 8,5 из 10, заявив, что «„Роковой патруль“ — лучшая причина для регистрации в потоковом сервисе „DC“. Сериал предлагает злое чувство юмора с сердцем, остроумием и трагедией. Актёры работают невероятно хорошо, чтобы сформировать развлекательную неблагополучную семью».

## Расширенная вселенная
В январе 2020 года в кроссовере «Кризис на Бесконечных Землях» было подтверждено, что события сериала происходят в рамках мультивселенной «DC» («Земля-21»).